# 매슈 언더우드
매슈 언더우드(Matthew Underwood, 1990년 4월 23일 ~ )는 미국의 배우이다.